# Pegoplata huachucensis
Pegoplata huachucensis är en tvåvingeart som beskrevs av Griffiths 1986. Pegoplata huachucensis ingår i släktet Pegoplata och familjen blomsterflugor. Inga underarter finns listade i Catalogue of Life.